# Storm Uru
Storm Uru, född den 14 februari 1985 i Invercargill i Nya Zeeland, är en nyzeeländsk roddare.
Han tog OS-brons i lättvikts-dubbelsculler i samband med de olympiska roddtävlingarna 2012 i London.